# George Richard Lyman
George Richard Lyman, född den 1 december 1871 i Lee Center, Illinois, död den 7 juni 1926 på Johns Hopkins Hospital, Baltimore, Maryland, var en amerikansk botaniker.
Auktorsnamnet Lyman kan användas för George Richard Lyman i samband med ett vetenskapligt namn inom botaniken; se Wikipediaartiklar som länkar till auktorsnamnet.